# José Anigo
José Anigo, né le 15 avril 1961 à Marseille, est un footballeur français reconverti entraîneur et directeur sportif. Depuis 2022, il occupe la fonction de directeur sportif au sein du club grec de l'Olympiakos.

## Biographie

### Carrière de joueur

#### Olympique de Marseille (1979-1987)
José Anigo passe par les équipes jeunes de la Provencale Sports Marseille. En juin 1976, il remporte avec la sélection de la Ligue du Sud-Est la Coupe nationale des cadets. Il est ensuite formé à l'Olympique de Marseille au poste de défenseur central. Il participe à ses premiers matchs sous le maillot professionnel lors de la saison 1979-1980. Il jouera son premier match lors de la 5e journée de Ligue 1 au Stade Vélodrome contre le RC Lens mais le club est rétrogradé en fin de saison. Mais le « minot » de l'OM reste au club et participe à la remontée du club en première division lors de la saison 1983-1984 en étant sacré Champion de 2e division (Groupe 1) mais s'incline dans le match des champions qui oppose le champion du groupe A au champion du groupe B, en l’occurrence le Tours FC. C'est en seconde division qu'il marque son premier but professionnel, le 23 octobre 1983 pour égaliser contre le Stade français. Après sa remontée dans l'élite du football français, le club retrouve de sa splendeur et atteint même la finale de Coupe de France 1986 mais s'incline face aux Girondins de Bordeaux. Mais la saison suivante, José Anigo joue moins et ne prend part qu'à 14 matchs toutes compétitions confondues.

#### Nîmes Olympique (1987-1990)
Il rejoint alors le Nîmes Olympique en deuxième division pour 3 saisons entre 1988 et 1990.

#### US Endoume (1990-1993)
Moins utilisé la dernière saison par l'entraîneur Bernard Boissier, il quitte le club gardois et rejoint l'US Endoume en 3e division. Après trois saisons au club, Endoume est rétrogradé de deux divisions et se retrouve en 5e division. 

#### SO Cassis (1993-1994)
Les joueurs endoumois se retrouvent libres et Anigo signe en faveur du SO Cassis.

#### US Endoume (1994-1995)
Il n'y reste qu'une saison avant de retrouver l'US Endoume qui n'a pas réussi à être promu pour une dernière saison avant de raccrocher les crampons.

### Carrière d'entraineur

#### US Endoume (1995-1996)
Après avoir raccroché les crampons, il devient l'entraîneur de l'US Endoume, toujours en 5e division. Il permettra au club de se hisser en 32e de finale de la Coupe de France 1986 et d'affronter l'Olympique de Marseille contre qui ils s’inclinent (2-0). 

#### GS Consolat (1996-1997)
La saison suivante, José Anigo quitte le club pour un autre club de la ville le GS Consolat qui vient d'être promu en 7e division. Là aussi, il n'y restera qu'une petite saison.

#### Olympique de Marseille (2004)
Il rejoint ensuite le centre de formation de son club formateur, l'Olympique de Marseille. José Anigo effectue un bref intérim au poste d'entraîneur de l'Olympique de Marseille en début de saison 2001-2002 avant de revenir au centre de formation, à la suite de divergences avec Bernard Tapie, qui effectue son retour à l'OM lors de cette saison. En janvier 2004, Alain Perrin est remercié à la suite d'une série de défaites lors de rencontres importantes au Vélodrome et un classement décevant. C'est l'occasion pour José Anigo de prendre en main l'équipe première. José Anigo gère ses troupes à l'affectif et constitue une équipe très solide avec une bonne défense et Didier Drogba qui se crée et conclut un nombre important d'actions.  Sous son commandement, l'équipe atteint la finale de la Coupe UEFA 2003-2004 en éliminant le Liverpool FC, l'Inter de Milan et Newcastle United. La finale est moins heureuse pour l'OM, Fabien Barthez auteur d'une faute dans la surface amène un penalty et son exclusion par l'arbitre Pierluigi Collina. À la suite de ces bonnes performances en coupe d'Europe, José Anigo est reconduit par Christophe Bouchet pour la saison 2004-2005. Cependant, à la suite du départ de Didier Drogba et des performances décevantes des recrues, l'OM entre dans une nouvelle crise. José Anigo démissionne en novembre 2004 à la suite de deux défaites consécutives face au Paris Saint-Germain.

#### Retour à l'Olympique de Marseille (2013-2014)
Le 7 décembre 2013, il est nommé entraîneur intérimaire jusqu'à la fin de la saison en remplacement d'Élie Baup licencié à la suite d'une défaite face à Nantes.

#### Espérance de Tunis (2015)
Le 21 juin 2015, il s'engage officiellement à l'Espérance de Tunis en tant qu'entraîneur. Il démissionne le 22 août 2015 à la suite d'une cinquième défaite en sept rencontres.

#### Levadiakos (2017-2018)
Il reprend du service en juin 2017 à l'APO Levadiakos où il fait venir l'ancien avant-centre de l'OM, le franco-brésilien de 37 ans Brandao. Il obtient une encourageante 10e place mais décide de quitter le club après une seule saison.

#### Panionios (2018)
En juin 2018, il signe au Panionios d'Athènes, 7e du dernier championnat et qui vise l'Europe. Classé 8e et sévèrement battu à domicile au soir de la 12e journée de championnat, il est licencié pour manque de résultats le 3 décembre 2018. Il est remplacé par Akis Mantzios, son successeur à l'APO Levadiakos, et d'où il a été licencié en octobre (Levadiakos était avant‑dernier).

#### Olympiakos Le Pirée (2023)
En avril 2023, il est nommé entraîneur de l'équipe première de l'Olympiakos par intérim à la suite de la démission de l'entraîneur espagnol Míchel.

### Carrière de dirigeant

#### Directeur sportif à l'Olympique de Marseille (2005-2014)
Néanmoins, il reste à l'OM et devient directeur sportif. À partir de la saison 2005-2006, il contribue aux progrès de l'Olympique de Marseille au cours de cette période, avec les recrutements de Franck Ribéry (sur la volonté de Jean Fernandez), Mamadou Niang, Mathieu Valbuena, Steve Mandanda ou Mamadou Samassa. Sabri Lamouchi est recruté en 2005. L'OM devient champion de France en 2010 et remporte également la coupe de la Ligue à trois reprises consécutives en 2010, 2011 et 2012, le club étant entraîné par Didier Deschamps qui le quittera à la fin de la saison 2011-2012, en conflit ouvert avec José Anigo et le président de l'OM, Vincent Labrune. C'est à ce titre de directeur sportif qu'il est mis en examen le 12 juillet 2016, pour « complicité d’abus de biens sociaux » dans le dossier « Mercato », une vaste enquête portant sur des transferts présumés frauduleux de joueurs de l’OM, entre 2008 et 2013.
Plus tard, le 8 mai 2014, il annonce qu'il quitte le poste de directeur sportif du club à l'issue de la saison, poste qui sera supprimé à l'occasion de la réorganisation de l'Olympique de Marseille avec l'arrivée de Marcelo Bielsa. Dans le nouvel organigramme du club phocéen, il devient recruteur. En juillet 2014, il est nommé directeur du développement international pour le continent africain, au salaire mensuel de 70 000 euros brut, et part s'installer au Maroc. Le 3 octobre 2016, une procédure de licenciement est initiée par l'Olympique de Marseille, qui prend effet le 28 octobre 2016. Dans le cadre du projet « OM Champions Project » mis en place par le nouvel actionnaire Frank McCourt et les nouveaux dirigeants en place, José Anigo est donc définitivement écarté du club et n'est officiellement plus salarié de l'OM.

#### Responsable du recrutement à Nottingham Forest (2019-2020)
En novembre 2019, il devient le responsable du recrutement à l'international de Nottingham Forest entraîné par Sabri Lamouchi.

#### Directeur sportif à l'Olympiakos (2022-)
En 2022, il devient directeur sportif de l'Olympiakos où il retrouve Mathieu Valbuena qu'il avait fait venir à l'Olympique de Marseille en 2006.

## Vie privée
Son fils Adrien Anigo est soupçonné d'avoir participé à plusieurs braquages et inculpé pour braquage d'une bijouterie à Pertuis en février 2007 ; en février 2010 et à la suite d'une erreur de procédure, il est relâché. Alors qu'il semblait s'être rangé (marié avec la mère de ses deux enfants, directeur d'un magasin de sport puis reprenant le bar le Castell York place Castellane), il est tué par balles le 5 septembre 2013 lors d'un règlement de comptes dans le XIIIe arrondissement de Marseille,.

## Affaires judiciaires
Convoqué par la brigade de répression du banditisme (BRB) de la Police judiciaire de Marseille, José Anigo est placé en garde à vue le 1er octobre 2020. Suspecté de « participation à une association de malfaiteurs en vue de commettre un crime » et « extorsions en bande organisée », il est laissé en liberté et placé sous contrôle judiciaire après paiement d'une caution de 100 000 euros.

## Statistiques

### Joueur
| Saison                | Club                   | Championnat           | Championnat | Championnat | Coupe(s) nationale(s) | Coupe(s) nationale(s) | Total | Total |
| Saison                | Club                   | Division              | M.          | B.          | M.                    | B.                    | M.    | B.    |
| 1979-1980             | Olympique de Marseille | Division 1            | 11          | 0           | -                     | -                     | 11    | 0     |
| 1980-1981             | Olympique de Marseille | Division 2            | 12          | 0           | -                     | -                     | 12    | 0     |
| 1981-1982             | Olympique de Marseille | Division 2            | 28          | 0           | 6                     | 0                     | 34    | 0     |
| 1982-1983             | Olympique de Marseille | Division 2            | 31          | 1           | 4                     | 0                     | 35    | 1     |
| 1983-1984             | Olympique de Marseille | Division 2            | 26          | 1           | 2                     | 0                     | 28    | 1     |
| 1984-1985             | Olympique de Marseille | Division 1            | 28          | 0           | 2                     | 0                     | 30    | 0     |
| 1985-1986             | Olympique de Marseille | Division 1            | 35          | 1           | 8                     | 1                     | 43    | 2     |
| 1986-1987             | Olympique de Marseille | Division 1            | 13          | 0           | 1                     | 0                     | 14    | 0     |
| Sous-total            | Sous-total             | Sous-total            | 184         | 3           | 23                    | 1                     | 207   | 4     |
| 1987-1988             | Nîmes Olympique        | Division 2            | 26          | 0           | -                     | -                     | 26    | 0     |
| 1988-1989             | Nîmes Olympique        | Division 2            | 13          | 0           | 1                     | 0                     | 14    | 0     |
| 1989-1990             | Nîmes Olympique        | Division 2            | 1           | 0           | 1                     | 0                     | 2     | 0     |
| Sous-total            | Sous-total             | Sous-total            | 40          | 0           | 2                     | 0                     | 42    | 0     |
| Total sur la carrière | Total sur la carrière  | Total sur la carrière | 224         | 3           | 25                    | 1                     | 249   | 4     |

### Entraîneur
| Saison                       | Club                         | Division                     | Pays                         | Matchs | Victoires | Nuls | Défaites | % Victoires |
| ---------------------------- | ---------------------------- | ---------------------------- | ---------------------------- | ------ | --------- | ---- | -------- | ----------- |
| 1995 - 1996                  | US Endoume                   | National 3                   | Drapeau de la France         | 29     | 10        | 9    | 10       | 34,148      |
| 1996 - 1997                  | Marseille Consolat           | DHR Méditerranée             | Drapeau de la France         | 22     | 8         | 5    | 9        | 36,36       |
| 2001 - 2002                  | Olympique de Marseille       | Ligue 1                      | Drapeau de la France         | 4      | 0         | 2    | 2        | 0           |
| 2003 - 2004                  | Olympique de Marseille       | Ligue 1                      | Drapeau de la France         | 30     | 12        | 9    | 9        | 40,00       |
| 2004 - 2005                  | Olympique de Marseille       | Ligue 1                      | Drapeau de la France         | 16     | 6         | 4    | 6        | 37,50       |
| 2005 - 2006                  | Olympique de Marseille       | Ligue 1                      | Drapeau de la France         | 1      | 0         | 1    | 0        | 0           |
| 2013 - 2014                  | Olympique de Marseille       | Ligue 1                      | Drapeau de la France         | 26     | 10        | 9    | 7        | 38,46       |
| Total Olympique de Marseille | Total Olympique de Marseille | Total Olympique de Marseille | Total Olympique de Marseille | 77     | 28        | 25   | 24       | 36,36       |
| 2015 - 2016                  | Espérance de Tunis           | Ligue 1                      | Drapeau de la Tunisie        | 7      | 2         | 0    | 5        | 29,57       |
| Total Carrière               | Total Carrière               | Total Carrière               | Total Carrière               | 135    | 48        | 40   | 47       | 35,55       |

## Palmarès
En tant que joueur, il est vice-champion de Division 2 en 1984 en s'incline en finale face au Tours FC après être sorti premier du groupe A. Il est finaliste de la coupe de France 1986, s'inclinant face aux Girondins de Bordeaux lors de la prolongation et vice-champion de France en 1987.
En tant que coach, il est finaliste de la Coupe UEFA 2004 mais s'incline en finale face au Valence CF.

## Télévision
- 2004 : Plus belle la vie dans son propre rôle (épisode 23)[15]